# Aulaconotopsis fimbriatus
Aulaconotopsis fimbriatus är en skalbaggsart som beskrevs av Stefan von Breuning 1940. Aulaconotopsis fimbriatus ingår i släktet Aulaconotopsis och familjen långhorningar. Inga underarter finns listade.